# Philosophie de la culture
 (septembre 2016).
Améliorez-le ou discutez des points à vérifier. 
En philosophie, la culture est ce qui est transmis par les générations précédentes. C'est souvent un ensemble de croyances et/ou de vérités. À première vue elle a donc toujours raison, car elle est enseignée comme étant la vérité à un âge où l'individu ne possède pas encore tout son discernement. Cependant, la culture n'est pas pour cela une forme de dogmatisme imposée à l'esprit, car le but de toutes cultures est d'apporter à l'esprit des possibilités de penser, de juger et de discerner. Le but de toutes cultures n'est pas d'amener à des vérités figées mais de permettre à l'esprit de pouvoir reconsidérer plus tard ces vérités.
La confrontation de sa propre culture avec d'autres cultures aide à la reconsidérer et à faire progresser sa connaissance de la culture en confirmant ou en infirmant les vérités qu'elle ne fait au fond que proposer.